# Nagari Cubadak
Nagari Cubadak is een bestuurslaag in het regentschap Pasaman van de provincie West-Sumatra, Indonesië. Nagari Cubadak telt 14.383 inwoners (volkstelling 2010).